# Alonso Ulloa de Fonseca Quijada
Alonso Ulloa de Fonseca Quijada, a veces conocido como Alonso de Fonseca Quijada (Toro, Zamora, 1422 - diciembre de 1505) fue obispo de Ávila (1469-1485), Cuenca (1485-1493) y Osma (1493-1505) y señor de Villanueva de Cañedo.

## Biografía
Hijo de Pedro de Fonseca y de Isabel de Quijada, era primo de Alonso de Fonseca y Acevedo (arzobispo de Santiago de Compostela) y sobrino de Alonso de Fonseca (arzobispo de Sevilla). Fue capellán de Juan II (1406-1454), prior comendatario del monasterio de San Román de Hornija en Toro y canónigo de Ávila. 
Fue un ferviente partidario de la reina Isabel I de Castilla y luchó como capitán en la Batalla de Toro (1476), en la Guerra de Sucesión Castellana. Durante el tiempo que estuvo al frente del obispado de Ávila, dotó al cabildo diocesano de unos estatutos para su régimen y gobierno, el 7 de octubre de 1480 y celebró un sínodo reformador (1481). El 24 de mayo de 1493 fue nombrado administrador perpetuo de la Abadía de Santa María Real de Párraces, Segovia. Durante su gestión en Osma se destacó por su labor constructora, en la que costeó las verjas del coro y de la capilla mayor de la catedral, mandó realizar obras en el palacio episcopal y erigir la torre de la iglesia mayor, y levantó nuevos cubos y torreones en la puerta de la villa de Osma.
Reconstruyó el Castillo de Villanueva del Cañedo (en el actual término municipal de Topas, Salamanca), que convirtió en su residencia habitual, compartiéndola con su amante Teresa de las Cuevas, con la que tuvo cuatro hijos: Gutierre, Fernando, Ana e Isabel. Gutierre fue legitimado y quedó como heredero del mayorazgo. Debido a la constancia del obispo en su amor, el castillo es hoy conocido como el Castillo del Buen Amor.
En 1500 partió hacia Portugal junto con María de Aragón, cuarta hija de los Reyes Católicos, donde esta iba a contraer matrimonio con el monarca Manuel I de Portugal (1495-1521).

## Obras
- Estatutos para el régimen y gobierno del cabildo de Ávila (1480)
- Libro Sinodial de Ávila (1481)
- Estatutos sobre residencia añal y división de rentas de vestuarios para el cabildo de Cuenca (1487)
- Mandato sobre observancia de estatutos relativos a palabras contumeliosas (1488)
- Estatutos sobre el servicio del altar y gobierno del coro de la catedral de Cuenca (1491)

| Predecesor: Martín Fernández de Vilches           | Obispo de Ávila 1469 - 1485  | Sucesor: Hernando de Talavera  |
| Predecesor: Alonso de Burgos                      | Obispo de Cuenca 1485 - 1493 | Sucesor: Rafael Sansoni Riario |
| Predecesor: Rafael Sansoni Riario (Administrador) | Obispo de Osma 1493 - 1505   | Sucesor: Alfonso Enríquez      |